# 다산플라자
서울시 다산플라자는 서울특별시에서 민원서비스를 개선하기 위해, 2007년 4월 서울시청 서소문청사 1층에 설립한 공공시설이다. 민원실, 상담실, 인터넷 정보공간, 무인민원발급기 등 편의시설을 갖추고 있다. 또한 공공기관 방문상담예약시스템을 도입하고 민원접수 방법을 개선한 것이 특징이다.

## 담당 업무
- 각종 질의, 건의, 진정, 인⋅허가 신청 등
- 정보공개, 행정심판 청구
- 정기간행물 등록, 변경, 폐간 신고
- 공인중개사, 간호조무사 등 자격면허증 재발급
- 민원처리담당자와 일대일 상담, 무료법률상담, 소비자⋅임대차 상담

 본 문서에는 서울특별시에서 지식공유 프로젝트를 통해 퍼블릭 도메인으로 공개한 저작물을 기초로 작성된 내용이 포함되어 있습니다.